# ۶۸۳ (قمری)
۶۸۳ (قمری)، ششصد و هشتاد و سومین سال در گاهشماری هجری قمری است. اول محرم این سال برابر با بیستم مارس سال ۱۲۸۴ میلادی است.